# トリオ・ザ・シャキーン
トリオ・ザ・シャキーン（英語表記：TRIO THE SHAKiiiN）とは、2007年放送のテレビドラマ『喰いタン2』（日本テレビ）の主題歌のために結成された期間限定ユニットである。
メンバーはドラマに出演する少年隊の東山紀之、V6の森田剛、そして子役の須賀健太の3人。2007年4月9日に行われた制作発表会見でユニットの結成と、同ドラマの主題歌となる「愛しのナポリタン」を2007年5月30日に発売することが発表された。

## メンバー
- 東山紀之（ひがしやまのりゆき）
- 森田剛（もりたごう）
- 須賀健太（すがけんた）

## ディスコグラフィー
- 愛しのナポリタン（2007年5月30日）